# 尖山区
尖山区是黑龙江省双鸭山市下辖的一个市辖区。

## 行政区划
下辖7个街道、1个乡：
二马路街道、八马路街道、中心站街道、富安街道、窑地街道、长安街道、铁西街道、安邦乡和双鸭山林业局。

## 人口民族
根據第七次人口普查數據，截至2020年11月1日零時，尖山區常住人口為262359人。